# Hans-Peter Weissfeld
Hans-Peter Weissfeld (geboren am 21. Oktober 1917 in Hilden) ist ein deutscher Schriftsteller, der unter zahlreichen Pseudonymen hunderte von Leihbüchern und Romanheften aus den unterschiedlichsten Genres der Trivialliteratur verfasste.
Zu den bekannteren seiner Pseudonyme gehören Georg Altlechner (Heimat- und Bergromane) und Axel Jeffers (Science-Fiction)
Weitere von Weissfeld verwendete Pseudonyme sind:
- Sepp Ferngruber
- Peter Gamsler
- Martin Jäger
- John Jersey
- Freddy Koweit
- Käthe Lambrecht
- Sebastian Martini
- Rita Moll
- Ludwig Starnberger
- William Brown (Verlagspseudonym des Bewin-Verlags, das hauptsächlich von Ernst H. Richter, aber auch von W. W. Shols und Hans Peschke verwendet wurde.)

Er veröffentlichte in folgenden Reihen und Verlagen:
- Bastei Heimat-Roman, Bastei-Verlag, Bergisch Gladbach
- Berg, München
- Bewin-Verlag, Menden
- Burgen-Verlag, Heidelberg
- Delphin-Roman, Pabel Verlag, Rastatt
- Edelstein-Roman, Zauberkreis Verlag, Rastatt
- Güldensee, Mardicke, Hamburg
- Heimatglocken, Pabel Verlag, Rastatt
- Hönne-Verlag, Balve
- Imma-Verlag, Hattingen
- Kelter-Heimat-Roman, Kelter Verlag, Hamburg
- Luna-Weltall-Taschenroman, Walter Lehning Verlag, Hannover
- Mein Roman, Kelter Verlag, Hamburg
- Pabel-Utopia-Zukunftsromane, Pabel Verlag, Rastatt
- Winterbach Verlag, Menden
- Z-Taschenbuch, Zauberkreis Verlag, Rastatt

Außer als Romanautor war Weissfeld auch Verlagsredakteur und übersetzte aus dem Niederländischen und Französischen.
1977 erhielt er die Große goldene Medaille des Bastei-Verlags.

## Bibliographie
Weissfeld soll insgesamt über 500 Erzählungen veröffentlicht haben. Hier zusammengestellt sind die bei der DNB mit Exemplaren erfassten Texte.
als Georg Altlechner
- Der Goldsteinbrunnen (1955, 1963, vgl. Ludwig Starnberger, 1953)
- Almenrausch (1955)
- Bergröseli (1955)
- Brenner-Lenzei (1955)
- Das Alphorn ruft (1955)
- Das Geheimnis vom Blutbuchenhof (1955)
- Das Haus am Fluss (1955)
- Das Haus am Pass (1955)
- Das Hirtenkind vom Kitzsteinhorn (1955)
- Das Tal der Steinböcke (1955)
- Der Balzschütz (1955)
- Der Freiförster (1955)
- Der Gamspass (1955)
- Der Geisterhof (1955)
- Der Gesundbeter (1955)
- Der Hagestolz (1955)
- Der Holzkönig (1955)
- Der steinerne Herrgott (1955)
- Der Zaubergarten (1955)
- Der Zinshahn (1955)
- Die Alm über'm Loisachtal (1955)
- Die Enzianbraut (1955)
- Die Katzenloni (1955)
- Die Sennerin vom Ebental (1955)
- Die Silbergams (1955)
- Die von der Weissen Fluh (1955)
- Eibensee (1955)
- Flammen über dem See (1955)
- Frauenschuh (1955)
- Herr auf Rossleiten (1955)
- Hias, der Jäger (1955)
- Hinter dem Sonnenhorn (1955)
- Hochzeit auf dem Rosenhof (1955)
- Im Leutaschtal (1955)
- Mittwinter (1955)
- Talfahrt in's Glück (1955)
- Tarock-Wastl (1955)
- Unter den Teufelsmauern (1955)
- Wabi vom Torrener Joch (1955)
- Der Senn vom Gotzen-Berg (1959)
- Der Schnitzer von Bartholomä (1960)
- Die Blauglockalm (1960)
- Glocken der Heimat (1960)
- Die Sennerin vom Kitzsteinhorn (1965)
- … doch meine Enkel bleiben dir (1965)
- Unsere Tochter soll dir dienen (1965)
- Mein Hof braucht einen starken Mann (1965)
- Allein mit meinem Hof (1965)
- Der Fluch der Schachenbäuerin (1965)
- Der Glücksstein (1965)
- Wilddiebe im Silfenwald (1966)
- Der wilde Grantlbauer (1966)
- Ein See – so blau wie ihre Augen (1966)
- Die Rache des Bergkönigs (1966)
- Der weisse Tod nahm ihr die Eltern (1966)
- Damals an der Wassermühle (1966)
- Kindertage voller Tränen (1966)
- Sie wusste nichts von ihrem Vater (1966)
- Sein Edelweiss an ihrer Brust (1967)
- Ohne Vater und Mutter (1967)
- Die Not der schönen Bäuerin (1967)
- Du wirst mich nicht zwingen, Vater (1967)
- Die Marei von St. Georgen (1968)
- Die einsame junge Bäuerin (1968)
- Der Wildhüter von Salet (1968)
- Der Myrtenstock (1968)
- Der Moorwolf von Finsterau (1969)
- Funkensonntag (1969)
- Die Geliebte des Landvogts (1970)
- Bauernstolz (1970)
- Der Bergführer vom Königssee (1970)
- Der Gamsen-Hias aus Rottwies (1970)
- Bergführer Kaspar Burgstaller (1970)
- Im Zauberreich des Bergkönigs (1971)

als Sepp Ferngruber
- Nur bei dir ist meine Heimat (1967)
- Bergbauerntochter Sabine und der Fremde (1967)
- Des Lahnhofbauern Pflegetochter (1967)
- Der Einödbauer (1968)
- Der Streithof und seine Erben (1968)
- Ihr Herz blieb in den Bergen (1968)

als Peter Gamsler
- Die Sternhoferben (1966)
- Die Zellerhofschwestern (1966)
- Hochzeit im Mai (1967)
- Unter dem Maibaum erwart' ich dich (1967)
- Die Sonne vom Samerhof (1967)
- Die Resi vom Bichlhof (1967)

als Axel Jeffers
- Der stählerne Nebel (1953)
- Die Kugeln mit der blauen Flamme (1953)
- Die Sternenspinne (1953)
- Die Sternvagabunden (1953)
- Die Äpfel der Hesperiden (1953) (auch: Merkurgold, 1960)
- Kaiser Titanios (1953)
- Der Mondsatrap (1953)
- Die Karawane des letzten Kalifen (1954)
- Der Fakir und die Tigerin (1954)
- Wo die Sterne enden (1954, auch: Die Rache des Mister Olim, 1956)
- Raumschiff Wega (1954)
- Lemuria (1955)
- Merkurgold (1955)
- Mister Alpha macht einen Fehler (1959, auch: Das Haar der Berenice, als William Brown, 1959)

als Freddy Koweit
- Hongkong Serenade (1954)
- Berg ohne Schatten (1955)
- Blauer Flamingo (1955)
- Das Kettensiegel (1955)
- Der Mann auf dem Regenbogen (1955)
- Der rote Skorpion (1955)
- Die Öl-Lagune (1955)
- Die Totenkopf-Flagge (1955)
- Entscheidung am Tschad-See (1955)
- Glücksritter (1955)
- Haie an Bord (1955)
- Insel der roten Sonne (1955)
- Malaya-Jim (1955)
- Nächte am Amazonas (1955)

als Ludwig Starnberger
- Der Goldsteinbrunnen (1953, vgl. Georg Altlechner, 1955)
- Der Fürstabt von Kärnten (1954)
- Berg des Schicksals (1955)
- Der Adlerjäger (1955)
- Der Buchsbaumhof (1955)
- Der Dorfnarr (1955)
- Der Raffbauer (1955)
- Die Braut vom Bergwald (1955)
- Die Erbin vom Grüntenhof (1955)
- Die Reitlerherren (1955)
- Schicksal am Arlberg (1955)
- Unhold der Berge (1955)
- Die Einsame vom Schwanensee (1964)
- Droben, wo der Steinbock zieht (1965)
- Nur aus Liebe will ich freien (1965)
- Schön wie ihre stolze Ahne (1965)
- Und was geschieht mit Monika? (1965)
- Jeder glaubt an deine Schuld (1965)
- Das Hexendirndl (1965)
- Die Enkelin des Dorftyrannen (1966)
- Die Gletscherbraut (1966)
- Liebe löscht die Schuld der Ahne (1966)
- Es geht um deinen Hof, Marei (1966)
- Es geschah am Gipfelkreuz (1966)
- Sie nahm das Geld der Sterbenden (1966)
- Seine blonde Schneekönigin (1966)
- Der reichste Mann vom Illertal (1967)
- Der verlorene Sohn (1967)
- Bruderhass (1967)
- Der Enziankönig (1967)
- Wenn die Erbin Hochzeit hält (1967)
- Der Herr der blauen Wasser (1968)